# Temple protestant Saint-Ruf

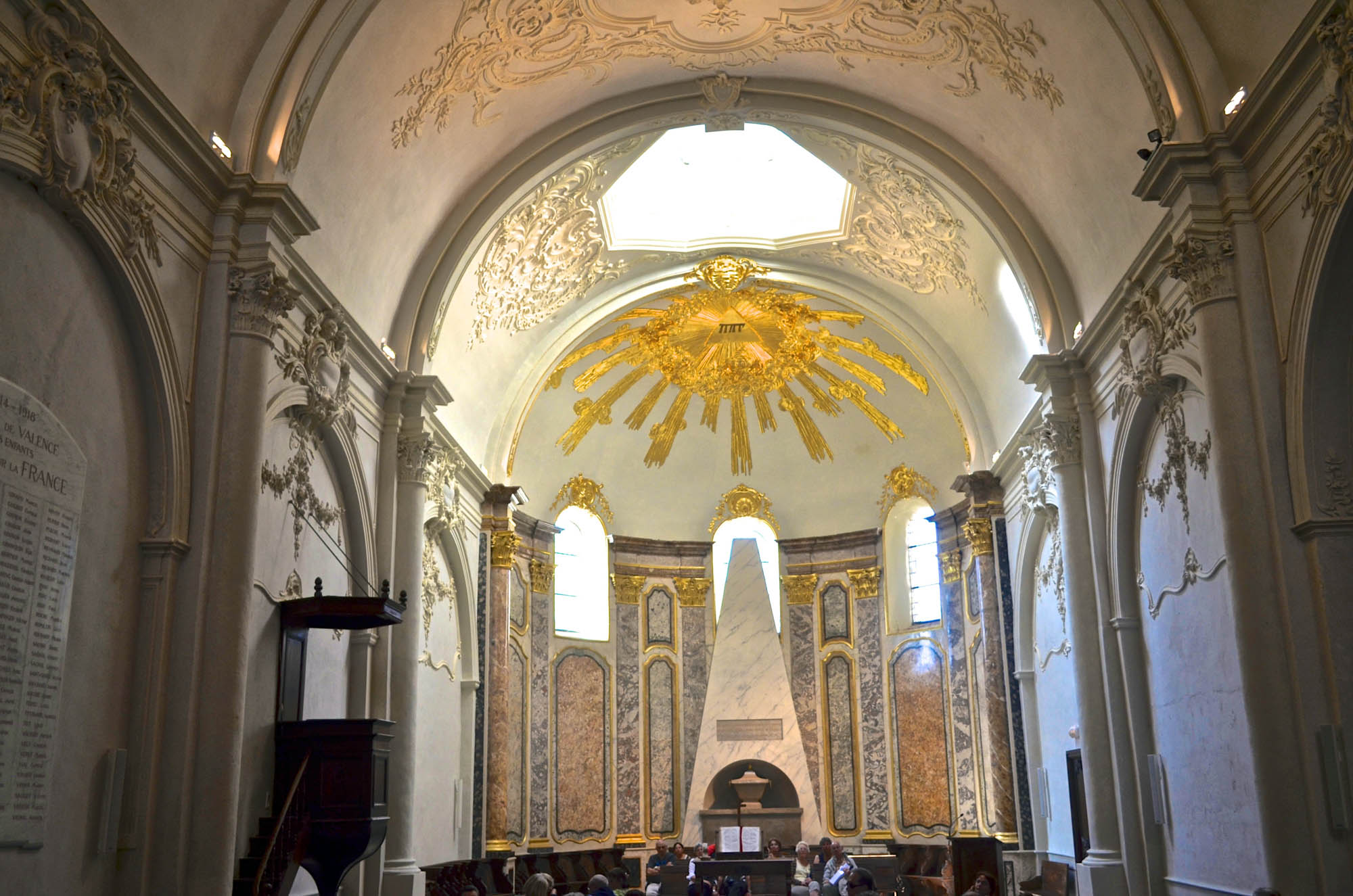
Intérieur de la nef et du chœur.

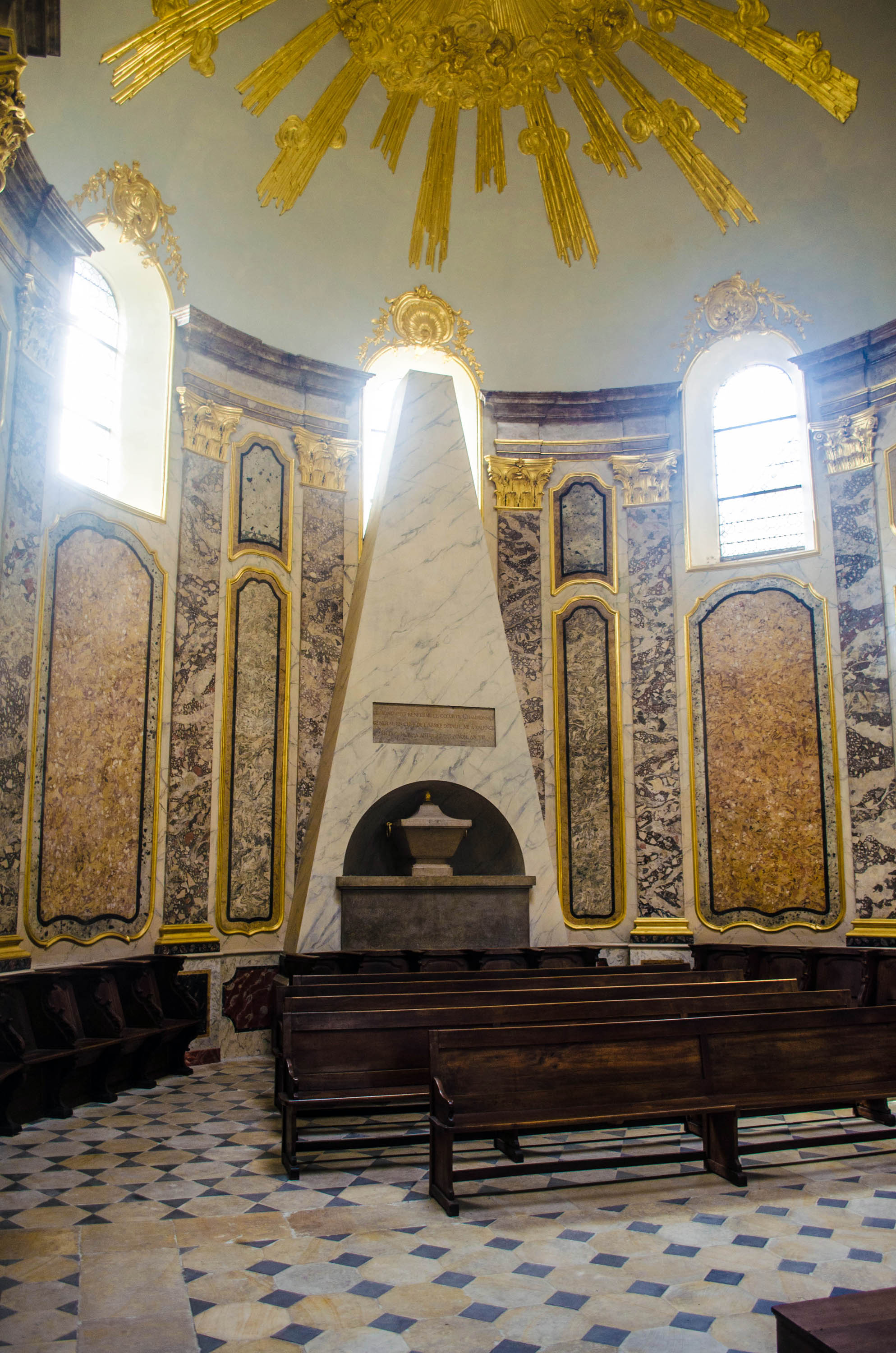
Abside et monument au général Championnet.

Le temple protestant Saint-Ruf est un lieu de culte protestant situé 2 rue Saint-James à Valence (Drôme). La paroisse est membre de l'Église protestante unie de France.
Ancienne église catholique, placée originellement sous le vocable de Saint-Jacme (forme occitane de Jacques), devenu Saint-James, puis église abbatiale de l’abbaye Saint-Ruf de Valence. Elle est affectée en 1806 au culte des églises réformées.

## Histoire
La construction de l’église Saint-James remonte à 1100. Elle passe en possession des chanoines de l’abbaye Saint-Ruf d'Avignon, qui en font leur prieuré, sous l’évêque Bernard. Toutefois, au moment de bâtir une véritable abbaye, on choisit le site de l’Épervière, situé au sud de Valence, au bord du Rhône et entourée par les canaux de la ville. Toute la zone est cultivée, des moulins établis sur les canaux et un péage sur le Rhône. 
L’abbaye est souvent victime des crues du Rhône et d’une insécurité qui pousse parfois les chanoines à se réfugier dans le prieuré Saint-James, au cœur de la ville.
Cet état subsiste jusqu’aux guerres de religion, où le baron des Adrets ravage la ville et fait abattre toutes les églises. L’abbaye de l’Épervière ne se relève pas de ses ruines. Des restes de cette première abbaye, qui passait pour totalement disparue, ont été retrouvés en 2009 : près une maison en ruine, on a mis au jour les fondations d’une église de 70 mètres de long sur 17 de large. À partir du XVIIe siècle, les chanoines reconstruisent l’abbaye autour du prieuré Saint-James. On relève l’église sur les bases de l’ancienne, dans l’architecture baroque du temps. On élève une nouvelle façade. L’intérieur est doté d’un décor en stuc pour la nef, en stuc et marbres pour le chœur, restauré en 1994-1995. 
À la Révolution, elle devient magasin à blé, salle électorale, enfin le temple de la Raison et de l’Être suprême. Dans l'abside est placé depuis 1800 un monument où est conservé le cœur du général Jean-Étienne Championnet. En 1805, le clocher qui menaçait ruine est démoli. 
Un décret impérial de 1806 attribue la chapelle au culte protestant, qui y est toujours célébré. Le temple a été doté d’un orgue en 1896, renouvelé entre 1977 et 1981.
Le philosophe Paul Ricœur naît en 1913 à Valence dans une famille protestante, et est baptisé au temple Saint-Ruf.

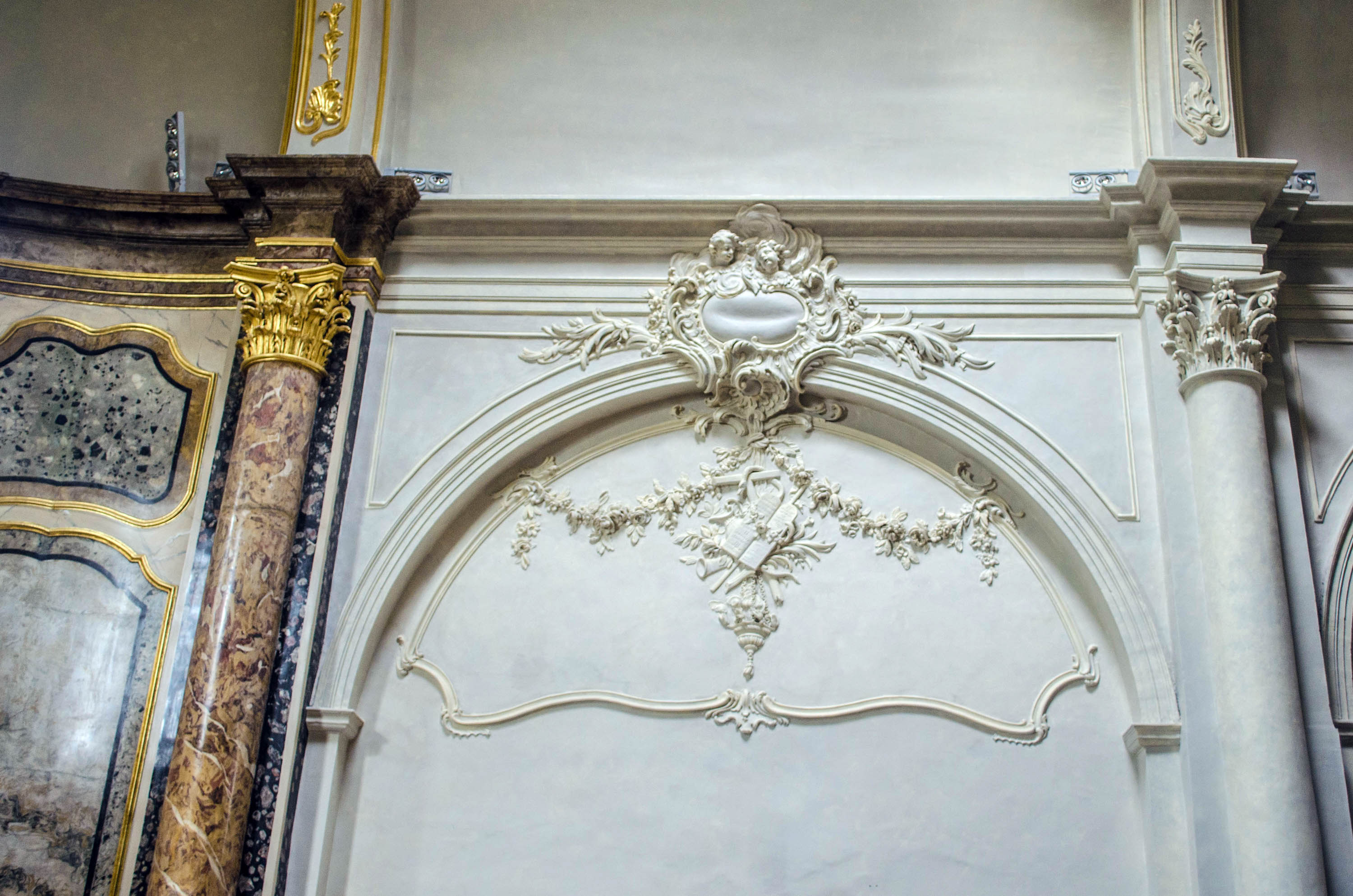
Décor du chœur.
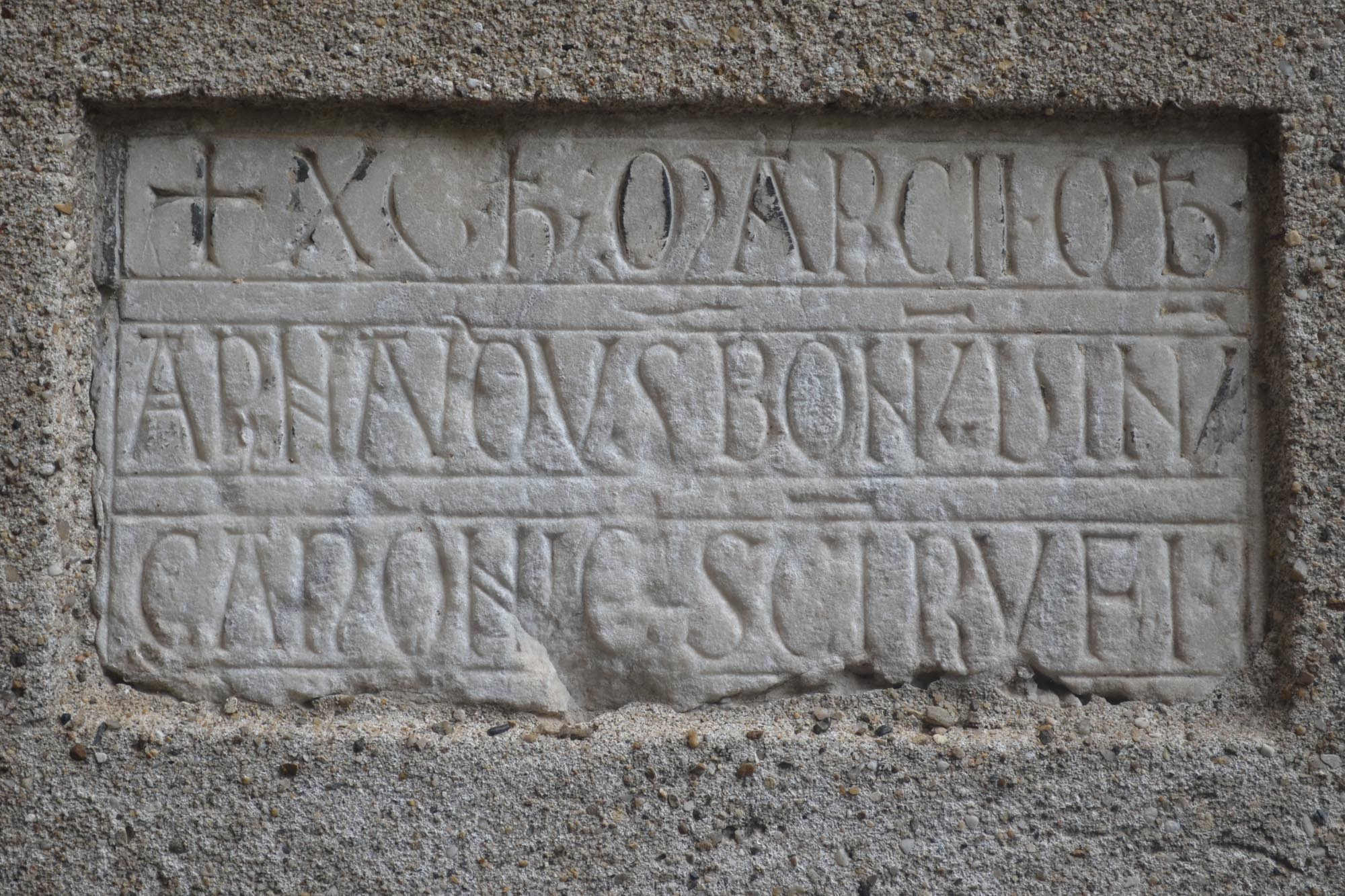
Inscription, mur nord.

## Architecture
L’église n’est visible extérieurement que par sa façade classique, rue Saint-James, et une partie du mur nord, où l’on peut voir encastrée l’épitaphe d’un chanoine : Arnaudus Bonum Vinum (Arnaud Bon Vin), chanoine de Saint-Ruf. Elle est occidentée, l’autel se trouvant à l’ouest, l’entrée à l’est.

### Façade
La façade, encadrée par deux pilastres aux chapiteaux saillants, comprend un portail en plein cintré lui-même entre deux pilastres, surmonté d’un fronton triangulaire sans ornements. En partie supérieure, délimitée par une corniche, se trouvent deux fenêtres en plein cintré encadrant un oculus.

### Nef et chœur
Passé un petit vestibule, on entre dans une nef unique, voûtée en berceau sur doubleaux reposant sur des pilastres. La nef comporte cinq travées : la première, plus longue, est divisée entre le vestibule d’entrée et une tribune contenant un orgue accessible par un escalier hélicoïdal ; la dernière travée, elle aussi plus longue que les travées centrales, percée d’une lanterne polygonale, forme le chœur, suivie d’une abside semi-circulaire voûtée en cul-de-four, éclairée par trois fenêtres en plein cintre. Au centre de l’abside le monument en forme de pyramide porte une inscription rappelant la présence dans l’urne placée devant, du cœur du général Championnet.
Les murs de la nef et du chœur sont décorés d’arcades en plein cintre avec des ornements en stuc. Le chœur est habillé de plaques de marbre, la voûte de l’abside a des ornements dorés.

### Orgue
L’orgue installé en 1896 par le facteur Joseph Merklin nécessite l’agrandissement de la tribune avec des éléments métalliques. Il comporte un clavier, un pédalier et 8 jeux. Bien que donnant toute satisfaction, il s’avère avec le temps insuffisant et en 1977 on décide de sa rénovation. Ce sont les facteurs lyonnais Micolle, Simon et David qui réalisent le nouvel instrument de 16 jeux de 1980 à 1981. En 1988, l’entretien en est confié à Michel Jurine.